# Jaropowyczi
Jaropowyczi (ukr. Яроповичі, hist. pol. Jaropowicze, także Jaropowce) – wieś na Ukrainie, w obwodzie żytomierskim, w rejonie berdyczowskim, w hromadzie Andruszówka. W 2001 liczyła 1117 mieszkańców, spośród których 1090 wskazało jako ojczysty język ukraiński, 18 rosyjski, 1 mołdawski, 4 rumuński, 2 białoruski, a 1 inny.
We wsi znajduje się słynny majątek katiuszynski-jeński. To jedna z atrakcji obwodu żytomierskiego, w którym od 1920 do 2008 roku funkcjonowała szkoła.